# Faria Lima (métro de São Paulo)
Faria Lima (en portugais : Estação Faria Lima) est une station de la ligne 4 - Jaune du métro de São Paulo. Elle est accessible par l'avenue Brigadeiro Faria Lima dans le quartier Pinheiros, à São Paulo au Brésil.
La station est mise en service en 2010 par le métro de São Paulo. Elle est exploitée par le concessionnaire ViaQuatro.

## Situation sur le réseau

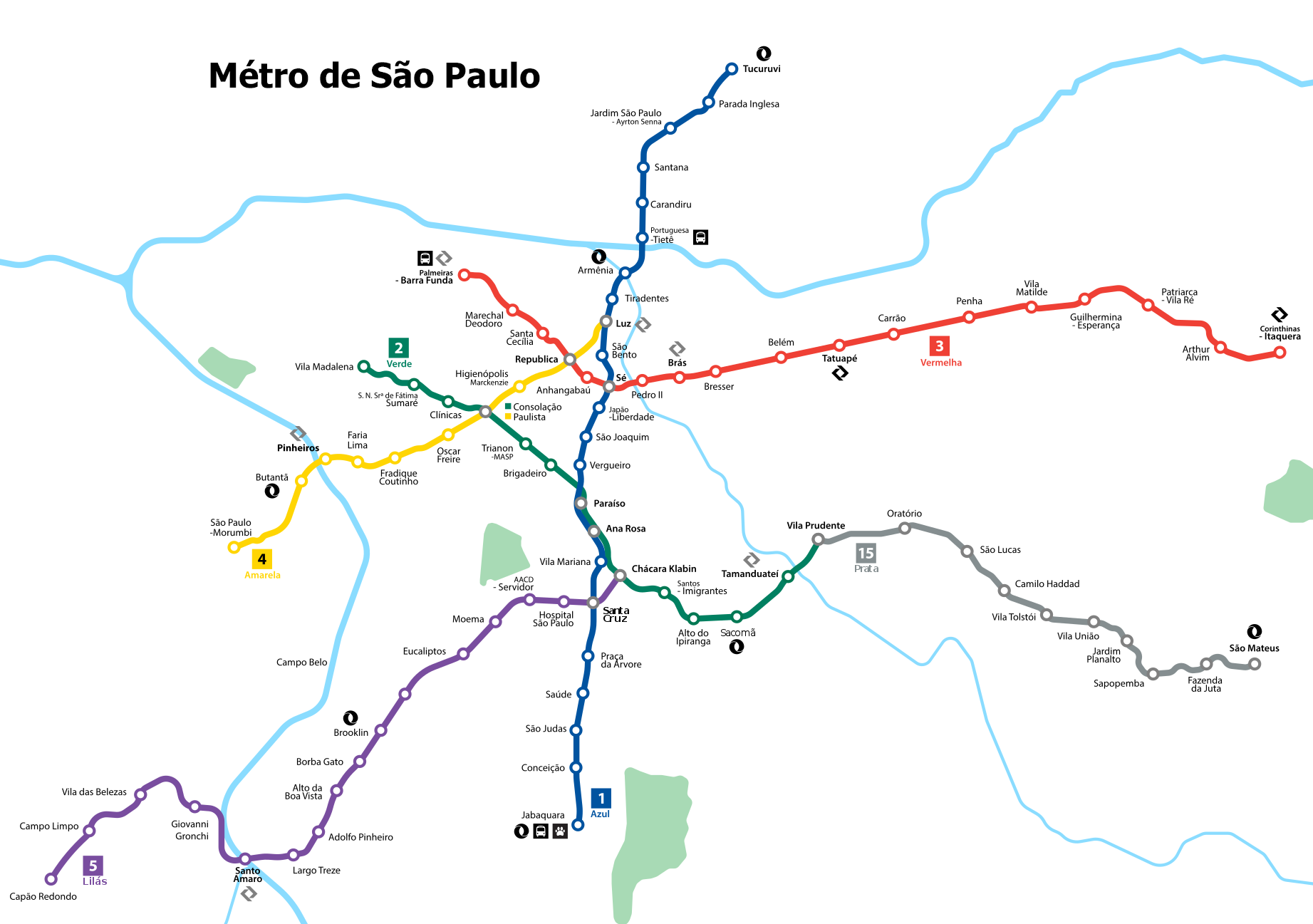
Plan du Métro de São Paulo 2020.

Établie en souterrain, la station Faria Lima est située sur la ligne 4 du métro de São Paulo (Jaune), entre les stations Fradique Coutinho, en direction du terminus Luz, et Pinheiros, en direction du terminus Vila Sônia.

## Histoire

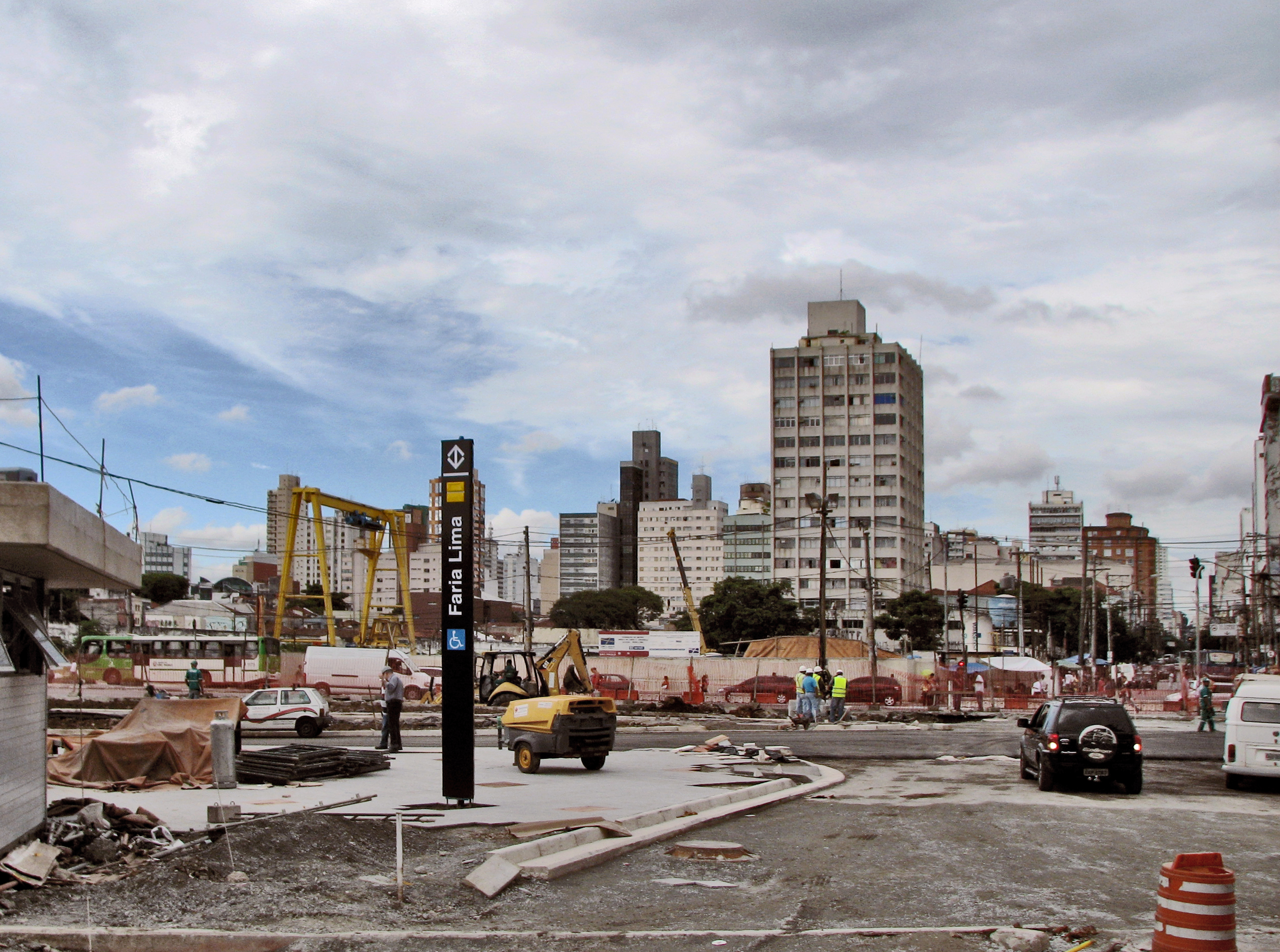
Le chantier en mars 2010.

Les travaux de génie civil ont été achevés en février 2010, la prévision d'ouverture était alors pour le mois de mars 2010, mais elle a été reportée au 25 mai, date qui a marqué le début de l'opération sur la ligne, entre les stations Paulista et Faria Lima. Le retard a été causé par les essais des trains. La mise en service officielle a lieu le 21 juin 2010.
Station souterraine, située à 24,83 mètres de profondeurs, avec deux quais latéraux, une structure en béton apparent et un carrelage gris clair sur les murs et lilas sur les piliers. Elle dispose d'un sol tactile et est accessible par les personnes handicapées. Elle est en correspondance intégrée avec un terminus d'autobus urbain. Sa surface construite est de 11 739,44 m2 et sa capacité est de 30 000 voyageurs par heure aux heures de pointe,. La station compte dix agents de service et de maintenance du consortium ViaQuatro et dix agents de service et de sécurité.

## Services aux voyageurs

### Accès et accueil
La station dispose de deux accès avenue Brigadeiro Faria Lima, aux numéros 952 et 1057, équipés d'ascenseurs. Elle est accessible aux personnes à la mobilité réduite.

### Desserte
| Ligne                         | Terminus                  | Stations | Durée du voyage (min) | Intervalle entre les trains (min) | Opération                                                                  |
| ----------------------------- | ------------------------- | -------- | --------------------- | --------------------------------- | -------------------------------------------------------------------------- |
| Ligne 4 du métro de São Paulo | Luz ↔ São Paulo - Morumbi | 10       | 10                    | 2                                 | Tous les jours, de 4 h 40 à 0 h. Les samedis, de 4 h 40 à 1 h le dimanche. |

Installations
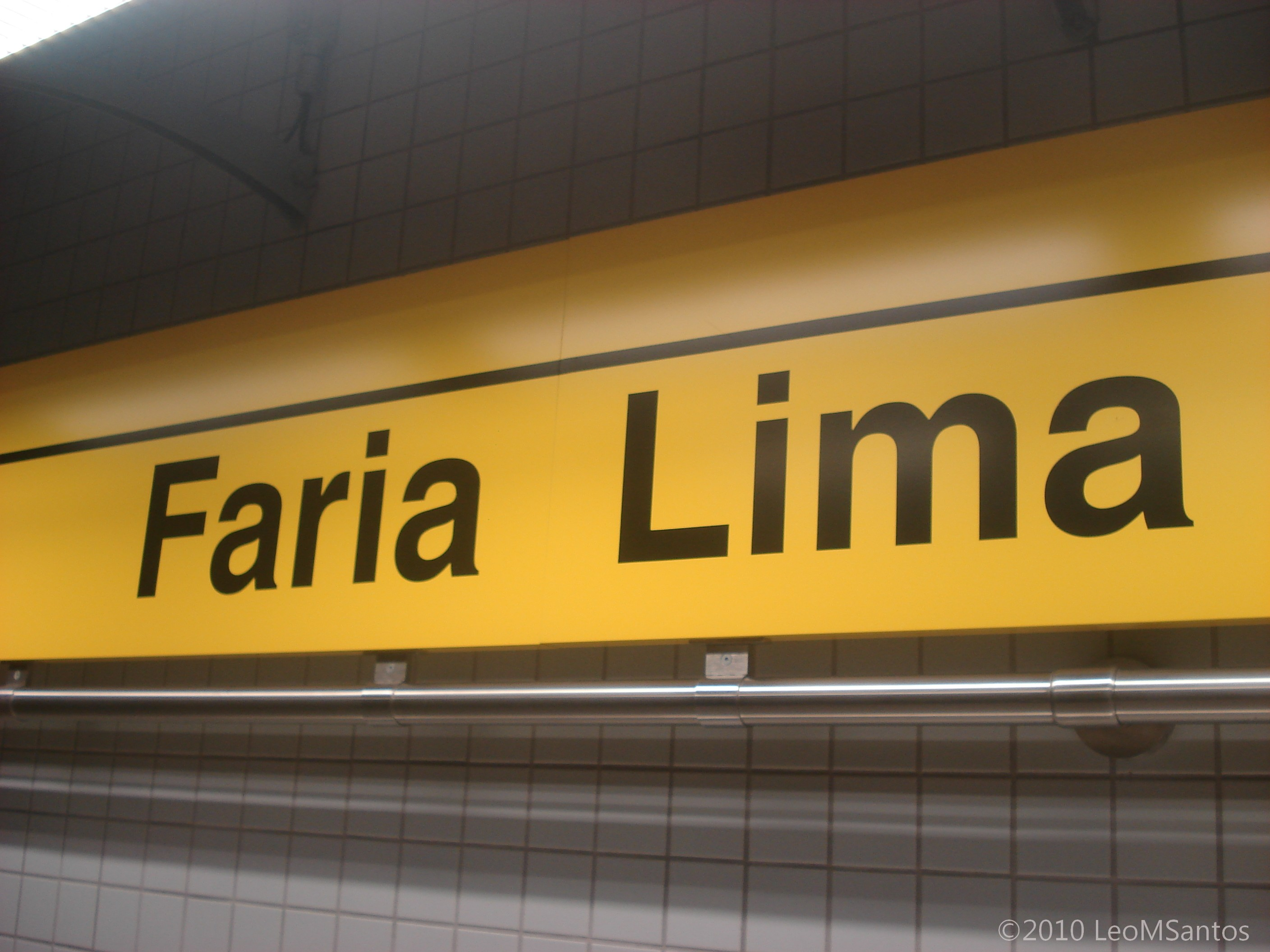
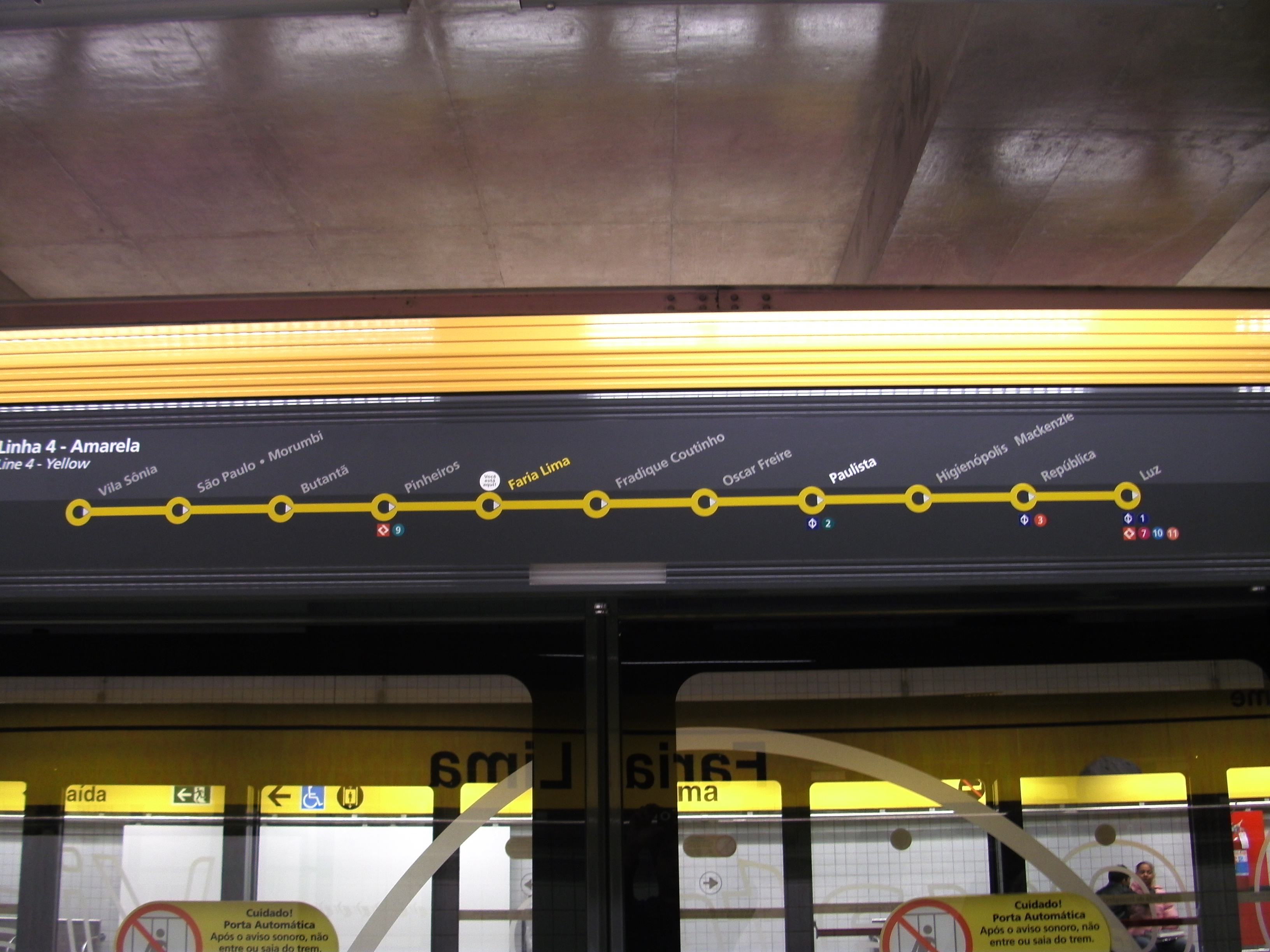
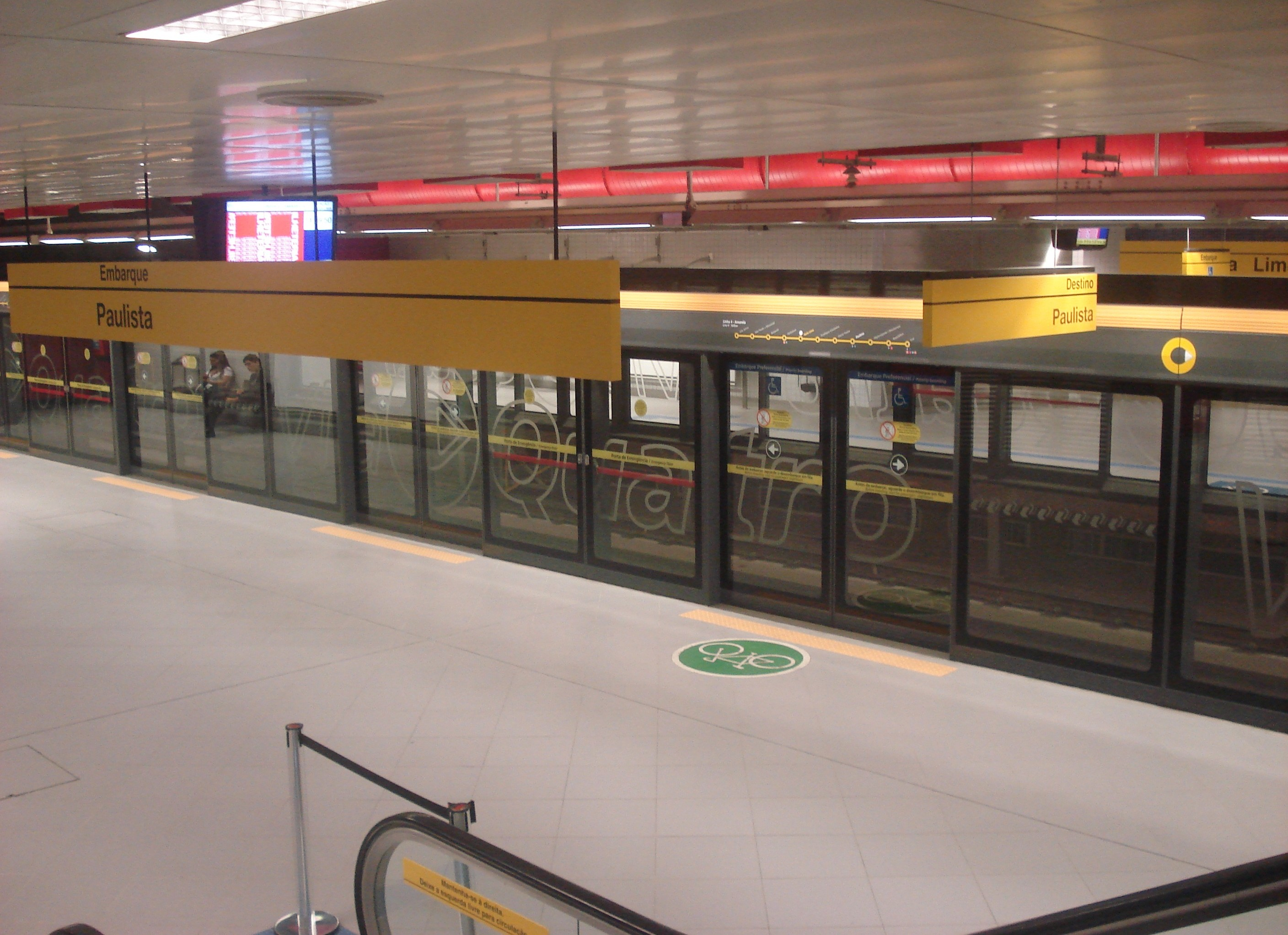
Portes palières.

## Projets
Retardée par rapport à la date limite d'achèvement initiale, la rénovation du Terminus Largo da Batata, à Pinheiros, à la zone ouest de la capitale, n'a pris fin qu'en 2013. C'est le nouvel objectif fixé par la direction Gilberto Kassab (PSD) pour la fin de la requalification urbaine, qui comprend la construction d'une esplanade et d'un terminus de bus.

## À proximité
- Avenue Faria Lima
- Théâtre de la culture anglaise (pt)
- Marché municipal de Pinheiros (pt)
- Institut Tomie Ohtake (pt)
- Faria Lima Plaza